# Sphenopidae
Sphenopidae es una familia de animales marinos que pertenecen al orden Zoantharia de la clase Anthozoa.
Sus especies tienen una estructura similar a la de la anémona marina, con la característica de tener incrustaciones de arena o detritus en el ectodermo y la mesoglea. La familia contiene especies coloniales como las del género Zoanthus o de individuos aislados como las de Isaurus.

## Géneros
El Registro Mundial de Especies Marinas (WoRMS) distingue los siguientes géneros:
- Palythoa Lamouroux, 1816
- Sphenopus Steenstrup, 1856

- Protopalythoa Verrill, 1900 representado como Palythoa Lamouroux, 1816 (representación alternativa)